# Jelcz 272 MEX
Jelcz 272 MEX — польский автобус на базе Jelcz 043, серийно выпускаемый в 1963—1977 годах. Модель является лицензионным клоном автобусов Škoda 706 RTO MTZ и Škoda 706 RTO MEX. Учитывая внешность, автобус в народе называли «огурцом».

## История
Автобус Jelcz 272 MEX серийно производился с 1963 года. Корпус Jelcz 272 MEX, установленный на лонжероне с заклёпками из штампованной стальной пластины, был изготовлен из закрытых и открытых стальных кузовов, соединённых друг с другом методом сварки. Внешняя сторона была изготовлена из стальных листов, прикреплённых к каркасу с помощью заклёпок. Над стёклами присутствует место, предназначенное для маршрутного информационного табло. Справа между передней и задней осями, а также на задней площадке были размещены двухстворчатые двери с пневматическим управлением. Слева присутствует водительская дверь. Салон высотой 1900 мм рассчитан на перевозку 81 пассажира, из них 28 сидячие. Внутри пассажирское пространство было отделано лакированными ДВП, пол представлял собой сосновые доски, покрытые резиной. Интерьер 272 MEX нагревался нагревателем, питаемым от топливного бака, и водным нагревателем. В отличие от Jelcz 043, автобус позиционируется, как городской, в связи с чем багажные полки и багажник на крыше отсутствуют.
Автобус оснащался дизельным двигателем внутреннего сгорания Škoda 706RT объёмом 11781 см3 и мощностью 160 л. с. Трансмиссия — механическая, пятиступенчатая.
В Польше эксплуатируется 4 экземпляра Jelcz 272 MEX. В 2002 году в Кракове автобус Jelcz 043 был переоборудован под Jelcz 272 MEX.

## Отражение в культуре
- В 5, 6 и 7 сериях сериала «Далеко от шоссе» Лешек работает водителем автобуса Jelcz 272 MEX.
- В фильме 777 водитель Адам работает на автобусе Jelcz 272 MEX.

## Галерея
- Jelcz 043
- Вид сзади
- Салон, вид назад
- Салон, вид вперёд